# 川北大橋
川北大橋（かわきたおおはし）は、石川県能美郡川北町三反田から同県能美市三ツ口町に至る道路橋である。かつては石川県道路公社が管理する有料道路（川北大橋有料道路）となっていた。加賀産業開発道路の一部となっている。

## 概要
- 路線名：石川県道22号金沢小松線[3]
- 起点：石川県能美郡川北町三反田[4]
- 終点：石川県能美市三ツ口町[2][3]
- 形式：鋼製桁橋[4]
- 延長：4,800m
  - 橋梁：521m＋付帯道路：4,279m[2][3]
- 設計速度：60km/h[2]
- 車線数：4車線（開通当初は暫定2車線）[5]

石川県内最大の一級河川である手取川を渡る川北大橋（521m）とその前後の区間からなる。白山市漆島南交差点から能美市三ツ口町北交差点間にある川北大橋の部分は、普通車の通行料金が100円のため「100円橋」とも呼ばれた。開通初年度（1975年度）は約22万台の交通量となっていたが、1994年度には約416万台まで増加していた（当初の約19倍）。
当初は2020年（令和2年）7月5日に償還による無料化を予定していたが、北陸新幹線の2014年度（平成26年度）開業に先駆けて能登有料道路、能越自動車道（田鶴浜道路）とともに無料化が決定した。

## 歴史
- 1963年（昭和38年） - 能美郡辰口町（現在の能美市）が産業道路の建設を石川県に陳情。
- 1971年（昭和46年）7月2日 - 加賀産業開発道路の計画案がまとまる。このうち松任市（現在の白山市）木津町 - 能美郡辰口町三ツ口の区間が有料事業として整備されることとした[3]。
- 1972年（昭和47年）10月1日 - 工事に着手[2][6]。
- 1975年（昭和50年）4月1日 - 川北大橋有料道路が開通[3][9]。暫定2車線（片側1車線）で整備[2]。
- 1990年（平成2年）度 - 料金所の24時間運用化[3][10]。
- 1993年（平成5年）12月15日 - 4車線化工事着工[11]。
- 1996年（平成8年）12月9日 - 4車線化工事完成[12][13]。
- 2011年（平成23年）4月8日 - 道路整備特別措置法（昭和31年法律第7号）第10条第4項の規定により料金徴収期間を変更する上で、同法第25条第1項の規定に基づき、2013年（平成25年）3月31日をもって料金徴収を完了することを公告[14]｡
- 2013年（平成25年）3月31日 - 12時より無料化[1][15]。

## 通過する自治体
起点側から順に
- 石川県
  - 白山市 - 能美郡川北町 - 能美市

## 接続する道路
- 石川県道8号松任宇ノ気線、石川県道22号金沢小松線（白山市木津町・木津交差点：起点）
- 石川県道22号金沢小松線、石川県道58号鶴来美川インター線（白山市藤木町・藤木町交差点）
- 石川県道103号鶴来水島美川線（白山市山島台2丁目・漆島南交差点）
- 石川県道4号小松鶴来線（能美市三ツ口町・三ツ口交差点：終点）

## 料金

### 料金所

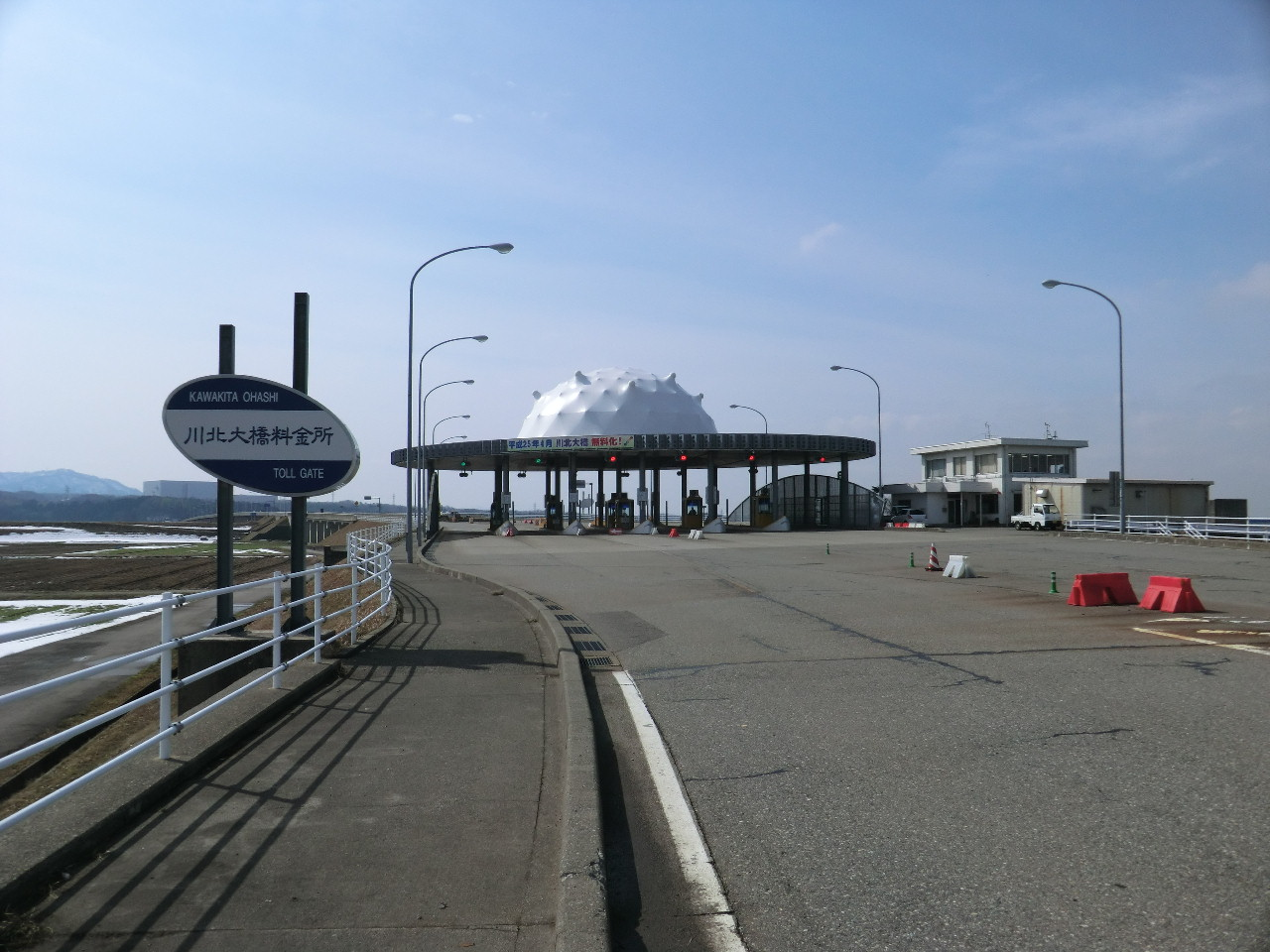
川北大橋料金所

- 川北大橋料金所 - 石川県能美郡川北町三反田にある本線料金所。当有料道路唯一の料金所でドーム型の屋根を備えていた[5]。無料化以降は撤去された。

### 料金
料金は無料化される前のもので、2004年（平成16年）3月20日の改定以降のものである。
- 軽自動車等 100円[16]
- 普通車 100円[2]
- 大型車I 160円[16]
- 大型車II 370円[16]

歩行者、自転車および原動機付自転車は無料。また、木津交差点から漆島南交差点の区間および三ツ口北交差点から三ツ口交差点の区間を利用した場合も無料である。
料金は川北大橋料金所にて現金、回数券、「石川のみちカード」（かつて石川県道路公社が発行していた磁気式プリペイドカード）のいずれかで支払う。「石川のみちカード」を利用した場合、裏面に印字されるマークは「\」であるが、これは能越自動車道田鶴浜道路の田鶴浜料金所で利用した場合と同じである。なお、ETCやクレジットカード決済は無料化まで導入されることはなかった（かつて道路関係四公団が発行していたハイウェイカードも含む）。
開通当初から1989年度まで深夜帯（22時から翌日の6時まで）は無料となっていたが、1990年度から24時間制で徴収していた。